# Fosa de los alcaldes

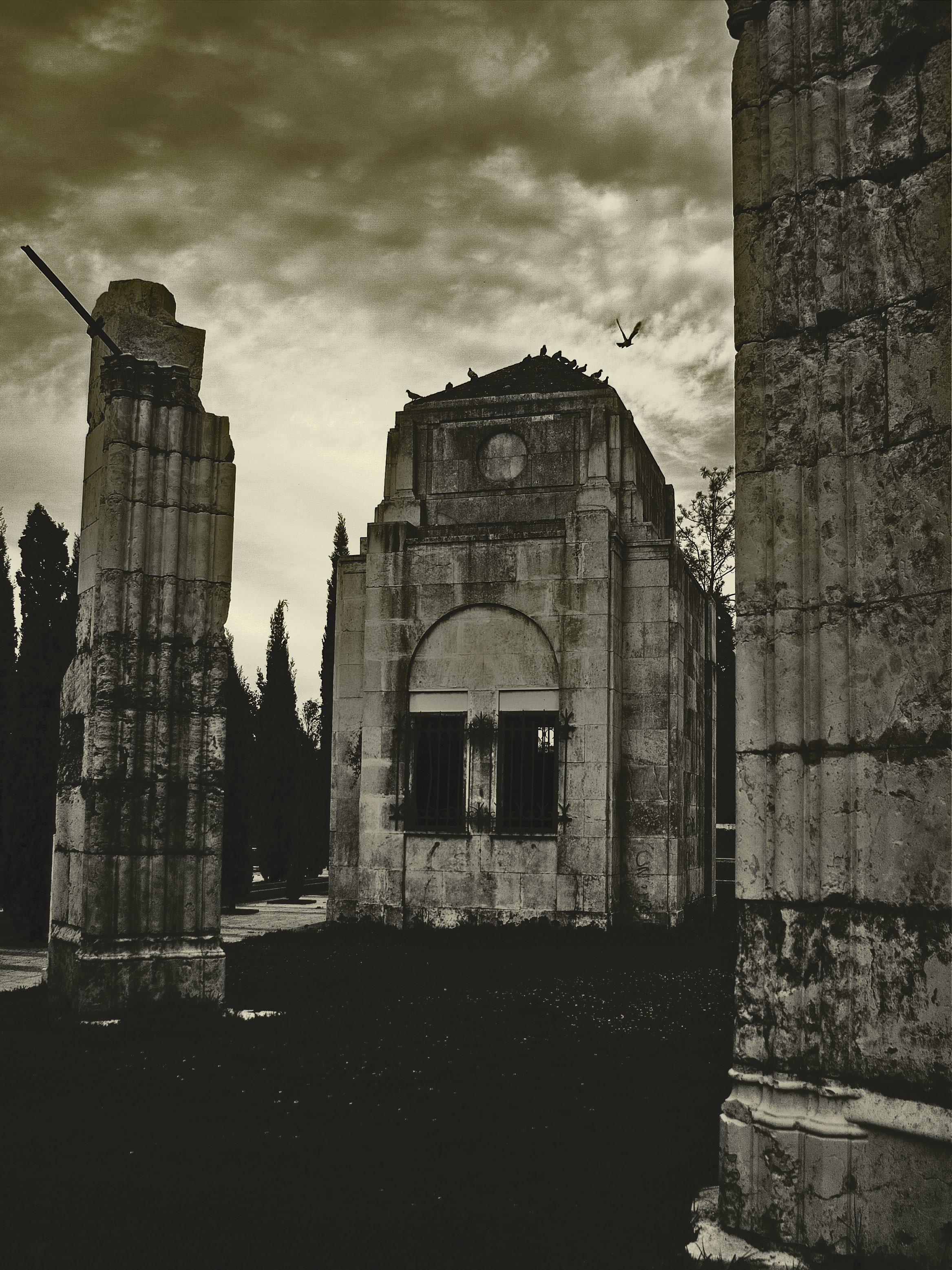
Monumento funerario en el antiguo cementerio de La Carcavilla, que fue utilizado como fosa común durante y tras la guerra civil española. En 1981, se aprobó su transformación en un parque infantil.

Se conoce como fosa de los alcaldes o fosa de la Carcavilla  a la fosa común que se encuentra en el antiguo cementerio municipal de la ciudad española de Palencia, donde se ubica un parque infantil en la actualidad y donde fueron enterrados 497 hombres y mujeres —250 de ellos datados— fusilados procedentes de unos 25 pueblos y localidades de la provincia de Palencia por el bando sublevado durante los primeros meses de la guerra civil española, así como algunos en 1937 y 1938. No obstante, la fosa fue enterramiento para los represaliados posteriores de la dictadura, datándose el último en septiembre de 1945.
El nombre proviene de las víctimas de la represión, muchos de ellos alcaldes —se documenta el enterramiento de los de Cevico Navero, Villanueva de Henares, Boadilla del Camino, Aguilar de Campoo y Cervera de Pisuerga, entre otros—, concejales, diputados, funcionarios públicos, líderes políticos y sindicales o personas vinculadas con la Segunda República, en general por razón de su actividad o profesión. Las víctimas, en su inmensa mayoría, no opusieron resistencia armada a la sublevación en Palencia. Las resoluciones de los procesos sumarísimos, cuando los hubo, atribuían a los fusilados como razón de la ejecución «ir en contra del alzamiento militar» o «auxilio a la rebelión armada», constando en sus partidas de defunción, como norma habitual, las expresiones «pasado por las armas» o «herida por arma de fuego» como causa de la muerte.
Fueron recuperados restos de 34 víctimas en 2009 con los trabajos llevados a cabo por la Unidad de Antropología de la Facultad de Ciencias de la Universidad Autónoma de Madrid y de la Sociedad de Ciencias Aranzadi. En el verano de 2011 se reanudaron las exhumaciones coordinadas por la Asociación para la Recuperación de la Memoria Histórica de Palencia.